# Lago Pend Oreille
Il Pend d'Oreille è un lago degli Stati Uniti d'America di origine glaciale che si trova nell'Idaho, nella zona nota come Idaho Panhandle. Il lago ricopre una superficie di circa 380 chilometri quadrati per una lunghezza di circa 100 chilometri, fra gli affluenti si ricorda il fiume Clark Fork. Sulle rive si trovano vari centri abitati, tra cui la cittadina di Sandpoint.